# Víctor Saume
Victor Saume Carreño (* 14. Dezember 1907 in Caracas; † 30. September 1964 ebenda) war ein venezolanischer Rundfunk- und Fernsehmoderator.
Saume arbeitete zunächst als Automechaniker und Händler. Er versuchte sich dann in den 1920er Jahren als Sänger in La Voz de Philco und als Sprecher in Ondas Populares. Hier moderierte er die Sendung La Hora del Aficionado, in der junge Künstler wie Magdalena Sánchez, Rafael Lanzetta und Antonio Lauro vorgestellt wurden. 1940 erhielt er von der Oficina Central de Radio beim Ministerium für Arbeit und Kommunikation eine offizielle Anstellung als Sprecher und Moderator. Neben Pepe Croquer, Oscar Eduardo Rickel, Alfredo Cortina und Ricardo Espina gehörte er zu den Pionieren des sich entwickelnden Rundfunks.
Landesweit wurde er als Tío Saume bekannt, als er 1954 die Moderation der Fernsehsendung El Show de las Doce übernahm, die täglich ab mittags 12.00 Uhr von Radio Caracas Televisión ausgestrahlt wurde. Hier traten u. a. Lola Flores, Miguel Aceves Mejía, La Sonora Matancera, Pedro Infante und Lucho Gatica auf, und aus einem Teil der Sendung, La Cruzada del Buen Humor ging später das Radio Rochela hervor.
1957 musste sich Saume für längere Zeit aus gesundheitlichen Gründen aus der Öffentlichkeit zurückziehen. 1960 übernahm er erneut die Leitung der Show, die jetzt unter dem Titel El Show de Saume lief. Anfang 1964 zwangen ihn gesundheitliche Probleme erneut, die Arbeit aufzugeben, und im September des gleichen Jahres starb er in Caracas nach einer Operation wegen eines Aneurysmas.